# Carex buekii
Espèce
Classification phylogénétique
Carex buekii est une espèce de plantes du genre Carex et de la famille des Cyperaceae.